# 어복 (바둑)
어복 또는 중앙은 바둑에서 정중앙의 화점(배꼽점)을 중심으로 '바둑판 한가운데' 를 뜻한다.